# Brian Mast
Brian Jeffery Mast, né le 10 juillet 1980 à Grand Rapids (Michigan), est un homme politique américain, élu républicain de Floride à la Chambre des représentants des États-Unis lors des élections 2016.

## Biographie

### Carrière militaire
Brian Mast sert dans l'armée américaine pendant douze ans, de 2000 à 2012. En septembre 2010, alors qu'il est expert en explosifs pour le Joint Special Operations Command à Kandahar (Afghanistan), il est blessé par l'explosion d'une bombe. Il perd ses deux jambes et une partie de son avant-bras gauche. Il marche depuis à l'aide de prothèses. Il est médaillé de la Bronze Star et du Purple Heart.
Il quitte le Walter Reed Army Medical Center en février 2012 et travaille pour le département de la Sécurité intérieure. Il obtient un diplôme en économie de l'université Harvard au printemps 2016.

### Représentant des États-Unis
En 2016, il se présente à la Chambre des représentants des États-Unis dans le 18e district de Floride, qui comprend l'essentiel de la Treasure Coast. Il remporte la primaire républicaine avec 38 % des suffrages devant cinq adversaires. Lors de l'élection générale, il affronte l'homme d'affaires démocrate Randy Perkins. Dans un district ayant voté pour Barack Obama en 2008 et Mitt Romney en 2012, l'élection est considérée comme serrée. Des groupes proches des républicains dépensent plus de 6 millions de dollars en publicité attaquant Perkins pour la gestion de sa société et son caractère. Le 8 novembre 2016, Mast est élu représentant en rassemblant 53,6 % des voix contre 43 % pour Perkins et 3,3 % pour l'indépendante Carla Spalding.
En 2018, il affronte la démocrate Lauren Baer, ancienne conseillère de Barack Obama sur les questions de politique étrangère. Mast fait une campagne tournée en grande partie vers les questions environnementales, et notamment les problèmes d'eau que connaît le sud de la Floride. Malgré le contexte national favorable aux démocrates, il est réélu avec 54 % des voix.

### Vie privée
Brian Mast est marié à Brianna. Ils ont ensemble trois enfants : Maverick, Magnum et Madalyn.

## Positions politiques
Mast se décrit comme un républicain modéré. Il est opposé à l'avortement, vote en faveur des réductions d'impôts et pour l'abrogation de l'Obamacare. S'il reconnaît la réalité du changement climatique, il estime que le gouvernement ne devrait pas limiter les émissions de carbone des entreprises. Il vote par ailleurs en faveur d'une interdiction temporaire de la vente des fusils d'assaut.
Il est frontalement opposés à toutes poursuites judiciaires contre des soldats israéliens accusés de crimes de guerre. Dans un courrier adressé le 31 mars 2025 au secrétaire général de l’ONU, Antonio Guterres, il menace « tout membre du Conseil ou entité de l’ONU qui soutient d’une quelconque manière un M3I [Mécanisme international, impartial et indépendant] contre Israël [des] mêmes conséquences que celles qu’a subies la Cour pénale internationale ».

## Historique électoral

### Chambre des représentants des États-Unis
| Année | Brian Mast | Démocrate | Indépendant |
| ----- | ---------- | --------- | ----------- |
| Année |            |           |             |
| 2016  | 53,60 %    | 43,07 %   | 3,33 %      |
| 2018  | 54,30 %    | 45,7 %    |             |
| 2020  | 56,32 %    | 41,50 %   | 2,17 %      |
| 2022  | 63,5 %     | 36,5 %    |             |
| 2024  | 61,8 %     | 38,2 %    |             |